# Ein Wochenende mit Papa
Ein Wochenende mit Papa ist eine US-amerikanische Filmkomödie aus dem Jahr 1951 von Douglas Sirk mit Van Heflin und Patricia Neal in den Hauptrollen. Der Film wurde von Universal-International Pictures produziert.

## Handlung
An einem New Yorker Bahnhof verabschieden Eltern ihre Kinder, die in ein Ferienlager reisen. Der verwitwete Werbefachmann Brad Stubbs ermahnt seine beiden Töchter Anne und Patty, sich zu benehmen. Der Abschied der Witwe Jean Bowen von ihren Söhnen Gary und David ist tränenreich. Nach der Abfahrt des Zuges kehren Brad und Jean zurück nach Hause. Während Jeans Haushälterin Cleo drängt, dass sich Jean mal wieder verabredet, ist Brads Haushälterin Mrs. G. von seiner Freundin Phyllis Reynolds nicht angetan. Zu ihrem Missfallen ist für die Schauspielerin die Karriere wichtiger als die Familie.
Brad und Jean führen ihre Hunde in einem Park aus und begegnen sich dort. Brad erinnert sich, sie am Bahnhof gesehen zu haben, und fragt sie nach einer Verabredung. Mit der Zeit freunden sich die beiden nicht nur an, sie verlieben und verloben sich sogar. Sie planen, zum Ferienlager zu reisen, um ihre Kinder gegenseitig vorzustellen. Als Brad am Freitag sein Büro verlassen will, erscheint Phyllis. Brad äußert sich vage über seine Verlobung, so dass Phyllis überzeugt ist, er wolle sich mit ihr verloben. Brad und Jean fahren am nächsten Tag zum Lager und werden dort vom Lagerleiter Don Adams begrüßt, der in Jean verliebt ist. Gary und David sind nicht erfreut von der Neuigkeit, dass Don nicht ihr neuer Vater wird. Anne und Patty hingegen sind von Jean begeistert.
Am Nachmittag unternehmen Brad und Jean mit den Kindern einen Ausritt. Brad prahlt mit seinem Orientierungssinn, woraufhin Gary die Wegmarkierungen einsteckt. Prompt verirrt sich Brad, was die Kinder besorgt. Glücklicherweise finden die Pferde, wie von David vorhergesagt, den Weg wieder, auf dem jedoch ein Ranger auf die Gruppe wartet und erklärt, dass das Entfernen der Wegmarkierungen illegal sei. Brad muss nun alle Markierungen wieder anbringen, während Jean mit den Kindern zurück ins Lager reitet. Da Brads Pferd ausreißt, dauert seine Arbeit länger.
Im Lagerbüro ist mittlerweile Phyllis angekommen, die zu Jeans Entsetzen von einem Angestellten als Brads Verlobte vorgestellt wird. Der erschöpfte Brad kommt ins Lager und erfährt zu seiner Überraschung, dass seine Töchter darauf bestehen, dass Phyllis bleibt. Die ganze Gruppe sucht abends eine Tanzveranstaltung im Lager auf. Brad lernt Annes ersten Freund, Eddie, kennen, was ihn traurig macht. Er versucht, David mit seinen Boxerfahrungen zu beeindrucken. Don stellt Phillys als bekannten Filmstar vor. Jean hört, wie Anne ihren Freundinnen erzählt, dass Phyllis ihren Vater an eine neue, uninteressante Frau verloren hat. Jean bricht in Tränen aus und wird von Brad getröstet. Er wird von David gestört, der einen Boxkampf mit einem anderen Vater arrangiert hat. Zwar ist der Mann klein und schmal, dennoch knockt er Brad mit dem ersten Schlag aus. Von David wird er von nun an Trottel genannt.
Am nächsten Tag überredet Don Brad zur Teilnahme an einem Leichtathletik-Wettbewerb für Väter und Söhne. Brad scheitert bei jeder Disziplin. Am Abend feiert man Annes Geburtstag. Eddie schlägt ein Kußspiel vor, bei dem Phyllis Brad küsst. Gary neckt Eddie, woraufhin Anne droht, auszureißen, wenn Gary ihr Bruder wird. Zwischen Jean und Brad entbrennt ein Streit, der durch Don und Phillys angefeuert wird, so dass die beiden ihre Verlobung lösen. Jean zieht in ein Hotel. In der Nacht hören ihre Söhne sie weinen. Brad telefoniert mit Mrs. G. und erklärt ihr, dass er Jean nicht heiraten könne, weil seine Töchter sie nicht anerkennen. Anne hört das Gespräch mit.
Am nächsten Morgen unterhält sich Anne mit ihrem Vater, während sie auf die Langschläferin Phyllis warten. Anne will nicht, dass Brad sein Glück wegen seiner Töchter wegwirft. Derweil führt Don Jean und ihre Jungs zum Frühstück in ein Restaurant für Reformkost aus. Er schwadroniert über schlimme Hamburger und den Segen von Freiübungen. Angewidert verlassen Gary und David das Lokal und stoßen draußen auf Anne, die von Eddie angeschrien wird. Gary schlagt Eddie in die Flucht und kauft Anne zum Trost ein Eis. Die Mädchen versichern den Jungs, dass Brad Hamburger liebt. Später alarmieren Anne und Patty Brad und Phyllis, dass sich die Jungen im Wald verirrt haben. Verärgert über Phyllis Desinteresse eilt Brad zum Lager. Während Brad Jean tröstet und Don eine Suchmannschaft organisiert, schleichen sich die Jungs in das Zimmer der Mädchen. Auch Brad läuft durch die Wälder und ruft nach den Jungs. Stunden später beobachten die Mädchen, wie Phyllis alleine in die Stadt zurückkehrt. Gary und David verlassen das Zimmer durch das Fenster, um ihren ausgerissenen Hund zu verfolgen. Anne und Patty eilen ins Lager und gestehen dort, dass die Brüder nun wirklich verschwunden sind. Brad hat sich mittlerweile selber verirrt, trifft aber auf den Hund der Bowens. Der führt ihn zu Gary und David, die sich rechtzeitig im Dreck wälzen, um verirrt und erschöpft auszusehen. Brad trägt die beiden ins Lager und wird von der glücklichen Joan umarmt. Gleichzeitig informiert ein Ranger die Leute, dass sich Don in den Wäldern verirrt hat.

## Produktion

### Hintergrund
Gedreht wurde der Film von Anfang Juni bis zum 17. Juli 1951 in den Universal-Studios in Universal City.
Jimmy Hunt brach sich bei den Aufnahmen der Sackhüpf-Szene einen Arm. Regisseur Sirk drehte mehrere Tage Szenen, in denen Hunt nicht mitspielte. Nach seiner Rückkehr arbeitete Hunt weiter, sein verletzter Arm wurde an seiner Seite fixiert.

### Stab
Bernard Herzbrun und Robert F. Boyle oblag die künstlerische Leitung. Russell A. Gausman und Ruby R. Levitt waren für das Szenenbild zuständig, Bill Thomas für die Kostüme, Bud Westmore für das Maskenbild. Verantwortliche Toningenieure waren Leslie I. Carey und Glenn E. Anderson.

### Besetzung
In kleinen nicht im Abspann erwähnten Nebenrollen traten Hamilton Camp, Dabbs Greer und Hal Smith auf.

## Veröffentlichung
Die Premiere des Films fand im Dezember 1951 statt. In der Bundesrepublik Deutschland wurde er am 25. November 1973 im deutschen Fernsehen ausgestrahlt.

## Kritiken
Das Lexikon des internationalen Films schrieb: „Die sentimentale und überaus gefühlsselige Familienkomödie gehört zu den weniger bedeutsamen Filmen des großen Melodramatikers Douglas Sirk.“
Der Kritiker des TV Guide sah ein charmantes Märchen, ein Spaß für die Familie.